# ليبيري لبناني
ليبيريون لبنانيون، أو ليبيريون من أصل لبناني أو لبنانيون ليبيريون أو مجنسون لبنانيون في ليبيريا، هم مجموعة سكان ليبيريون من أصل لبناني أو ببساطة لبنانيون يحملون الجنسية الليبيرية.

## لمحة موجزة

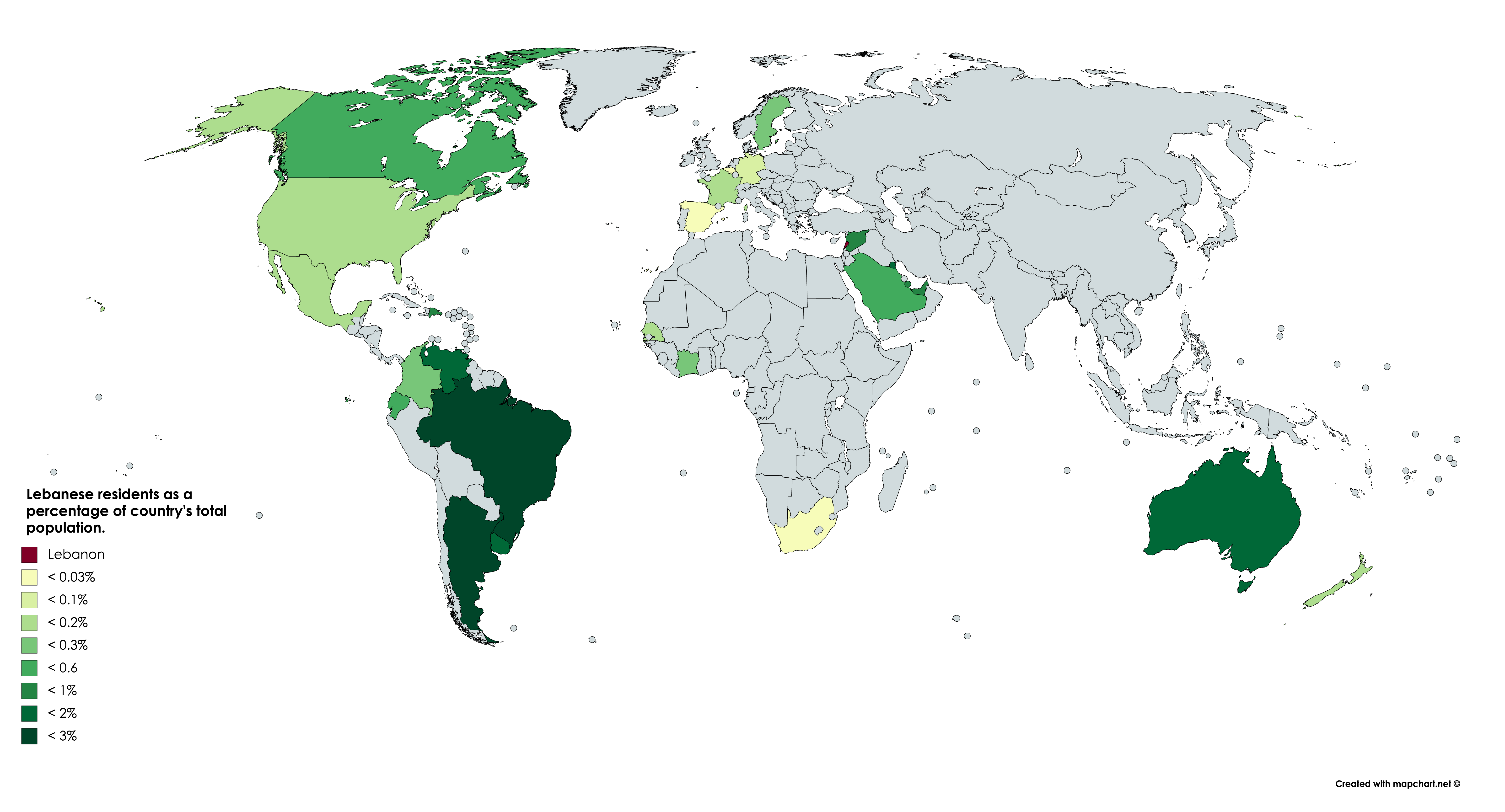
ترتيب السكان اللبنانيين في المهجر حسب النسبة المئوية من إجمالي سكان البلاد، تعتبر بلدان غرب إفريقيا من بين أكثر دول المهجر للشتات اللبناني والعربي في إفريقيا جنوب الصحراء.

جل اللبنانيين الليبيريين في ليبيريا يتعاطون لمجال التجارة والأعمال.
وتُعتبر من أكثر بلدان العالم انفتاحا على الأجانب واستقرارا، وعدد سكّانها يعادل تقريباً عدد سكّان لبنان، لكنّ مساحة أراضيها أوسع وتنتشر فيها الغابات بكثافة، علاوة على تاريخها المرتبط بتحرير العبيد، وموقعها المطل على آفاق المحيط الأطلسي المقابل للولايات المتحدة والعالم الجديد.
ولكن اندلاع الحرب الأهلية في ليبيريا، والتي كانت سبب في المقام الأول لهجرة كثير من اللبنانيين من لبنان، أثرت في سمعة ليبيريا كما أثرت في تواجد اللبنانيين في ليبيريا استثماراتهم أيضا. حيث كانت المدرسة اللبنانية في مونروفيا تضم وحدها ثمانمئة طالب ليبيري لبناني. وكان في كل قرية من قرى ليبيريا محل لبناني صغير،
حيث تراجع عدد اللبنانيين سنة 2013 إبان الحرب إلى 250.
وقد عادت بالفعل إلى البلاد مجموعة كبيرة من الليبيريين اللبنانيبن بعد أول بشائر نهاية الحرب الأهلية الماضي وهم مهندسو شبكة الهاتف الخليوي الوحيدة التي ظلت تعمل في ليبيريا حتى في خضم المعارك.
فجل اللبنانيين الليبيريين في ليبيريا يتعاطون لمجال التجارة والأعمال.
وتُعتبر ليبيريا من أكثر بلدان العالم انفتاحا على الأجانب، وعدد سكّانها يعادل تقريباً عدد سكّان لبنان، لكنّ مساحة أراضيها أوسع وتنتشر فيها الغابات بكثافة، علاوة على تاريخها المرتبط بتحرير العبيد، وموقعها المطل على آفاق المحيط الأطلسي المقابل للولايات المتحدة والعالم الجديد.
ولكن اندلاع الحرب الأهلية في ليبيريا، والتي كانت سبب في المقام الأول لهجرة كثير من اللبنانيين من لبنان، أثرت في سمعة ليبيريا كما أثرت في تواجد اللبنانيين في ليبيريا استثماراتهم أيضا. حيث كانت المدرسة اللبنانية في مونروفيا تضم وحدها ثمانمئة طالب ليبيري لبناني. وكان في كل قرية من قرى ليبيريا محل لبناني صغير،
حيث تراجع عدد اللبنانيين سنة 2013 إبان الحرب إلى 250.
وقد عادت بالفعل إلى البلاد مجموعة كبيرة من الليبيريين اللبنانيبن بعد أول بشائر نهاية الحرب الأهلية الماضي وهم مهندسو شبكة الهاتف الخليوي الوحيدة التي ظلت تعمل في ليبيريا حتى في خضم المعارك.